# 2014年冬季残疾人奥林匹克运动会加拿大代表团
2014年冬季残疾人奥林匹克运动会加拿大代表团是加拿大派出的2014年冬季残疾人奥林匹克运动会代表团。获得7枚金牌、2枚银牌和7枚铜牌。